# ندای وظیفه: بلک آپس ۴
ندای وظیفه: بلک آپس ۴ (به انگلیسی: Call of Duty: Black Ops 4) یک بازی ویدئویی چندنفره در سبک تیراندازی اول شخص است که توسط استودیوی تری‌آرک توسعه یافته و به‌وسیلهٔ اکتیویژن در تاریخ ۱۲ اکتبر ۲۰۱۸، برای مایکروسافت ویندوز، پلی‌استیشن ۴ و ایکس‌باکس وان منتشر شد. این بازی به عنوان چهارمین نسخه در زیر مجموعه بلک آپس و همچنین به‌طور کلی پانزدهمین قسمت در مجموعه بازی‌های ندای وظیفه به‌شمار می‌رود.
هرچند که این بازی پس از نسخه سوم این سری، ندای وظیفه: بلک اپس ۳ ساخته شده‌است اما پیش‌زمینه داستانی آن مقدمه‌ای بر نسخه پیشین خود است و داستان آن در سال۲۰۳۲ میلادی می‌گذرد.

## روند بازی
روند بازی به‌طور کلی به سه بخش «بلک‌اوت»، «چند نفره» و «زامبی» تقسیم می‌شود. هر بخش از هم مجزا هستند و علاوه بر پیش‌زمینه داستانی، در شخصیت‌ها و روند بازی نیز تفاوت وجود دارد.

### بلک‌اوت
بلک‌اوت ژانر بتل رویال این سری و بخش جدیدی در مجموعه ندای وظیفه و بلک آپس محسوب می‌شود. بازیکنان این بخش را می‌توانند به تنهایی یا با ۳ همراه دیگر این بخش را اجرا کنند. بخش شخصی‌سازی نیز در بازی وجود دارد که بازیکنان در آن می‌توانند ظاهر و جنسیت شخصیت خود را تعیین کنند. در هر مسابقه صد بازیکن در هر نقشه وارد شده و با جمع‌آوری منابع اسلحه و مهمات در نقشه، پیش از آنکه محدوده خاموشی به کوچک‌ترین حد خود برسد باید حریف را از بین ببرند. همچنین تعدادی زامبی نیز در بعضی از نقاط نقشه حضور دارند و بازیکنان باید در هر مکان مراقب این موجودات باشند. محدوده بلک‌اوت علاوه بر صدمه زدن به کاربران، بر وسایل نقلیه نیز اثر می‌گذارد و آن‌ها را از کار می‌اندازد؛ بنابراین بازیکنان در صورت جاماندن از مرز محدوده نمی‌توانند از وسایل نقلیه استفاده کنند.

## بازتاب‌ها
| گردآورنده | امتیاز                                 |
| --------- | -------------------------------------- |
| متاکریتیک | (PC) 82/100 (PS4) 83/100 (XONE) 85/100 |

| ناشر                    | امتیاز |
| ----------------------- | ------ |
| الکترونیک گیمینگ مانثلی | 8.5/10 |
| گیم اینفورمر            | 9.5/10 |
| گیم‌اسپات                | 8/10   |
| آی‌جی‌ان                  | 8.5/10 |